# Maximum illud
Maximum illud is een apostolische brief van paus Benedictus XV die werd afgekondigd op 30 november 1919. De titel van de brief verwijst naar een Latijnse evangelietekst van Marcus: Die zeer grote (opdracht): "Gaat uit over de hele wereld en verkondigt het Evangelie aan heel de schepping" (Mc. 16, 15).

## Context
De brief werd geschreven na het einde van de Eerste Wereldoorlog, die de paus een "nutteloze slachtpartij" noemde. De Katholieke Kerk voelde de noodzaak om de missie in de wereld op een evangelische manier te herkwalificeren.

## Inhoud
De brief roept op om de missie te zuiveren van ieder verband met de kolonisatie en zich te distantiëren van nationalistische of expansionistische bedoelingen: "De Kerk van God is universeel, aan geen enkel volk vreemd". Verder is het een oproep om elke vorm van eigenbelang bij de missionering af te wijzen en de geestelijkheid bewust te maken van de missionaire plicht.  De bestaansredenen van de missie zijn volgens de brief de verkondiging en de liefde van Jezus, verspreid met de heiligheid van leven en goede werken. De Kerk moest hierbij de conceptuele instrumenten en de communicatiemiddelen aanreiken voor de "Missio ad gentes".

## Eeuwfeest
Naar aanleiding van de honderdste verjaardag van Maximum Illud riep paus Franciscus de maand oktober 2018 uit tot een buitengewone missionaire maand, "om een grotere bewustwording te wekken van de missio ad gentes en om de missionaire transformatie van het leven en de pastoraal, met een nieuw elan terug op te nemen."